# Crema de fotos del rei d'Espanya
La crema de fotos del rei és un acte de desobediència civil pacífic que consisteix a cremar fotografies del rei o, per extensió, de la Família Reial espanyola.
Aquesta forma de protesta va adquirir popularitat a partir del 2007, quan a Girona es van cremar fotos del rei Joan Carles I durant la visita del monarca a la ciutat. Els dos joves encausats pels fets, Jaume Roura i Enric Stern, foren acusats per l'Audiència Nacional de greus delictes d'injúries a la Corona. El gran ressò mediàtic de la crema i les severes penes sol·licitades per la fiscalia van encetar un debat social sobre els límits de la llibertat d'expressió. Així mateix, el moviment de solidaritat sorgit amb els dos encausats va derivar en tot un reguitzell de cremes públiques de fotos del rei, que es van anar estenent per diverses localitats de Catalunya.
Des d'aleshores se n'han produït moltes rèpliques i les modalitats de protesta contra el rei s'han anat diversificant. A vegades, les fotos han sigut substituïdes per pòsters o pancartes amb la imatge del rei. També, en comptes d'utilitzar foc, a vegades les protestes han consistit a estripar les fotos del rei.
Els joves acusats de la crema van ser sentenciats a un any i tres mesos de presó per l'Audiència Nacional, posteriorment convertides en 2.700€ de multa per a cadascun. Al juliol de 2015 el Tribunal Constitucional va validar la primera sentència. Finalment al març del 2018 el Tribunal Europeu de Drets Humans va revocar-la completament en definir-ho com un acte de protesta emparat en la llibertat d'expressió.

## La crema del 2007 a Girona

### La primera crema de fotos del rei
La visita del rei
El dijous 13 de setembre de 2007, el rei Joan Carles I es va desplaçar cap a Girona acompanyat del ministre Ministeri d'Indústria, Turisme i Comerç Joan Clos per tal d'inaugurar el Parc Científic i Tecnològic de la Universitat de Girona. Allà, fou rebut pel president de la Generalitat José Montilla, la rectora de la Universitat de Girona Anna Maria Geli, i l'alcaldessa de la ciutat Anna Pagans.
Al vespre, el rei Joan Carles I va celebrar un sopar amb un miler d'empresaris gironins al Pavelló de Fontajau.
Protestes i primera crema
Diverses organitzacions pertanyents al conjunt de l'esquerra independentista havien convocat mobilitzacions unitàries en contra de la visita del rei. Entre els convocants hi havia el Sindicat d'Estudiants dels Països Catalans (SEPC), la CUP, el casal independentista El Forn, la JAG, Endavant, Maulets, el PSAN, l'MDT i el COS.
Al matí, una manifestació cap al Parc Científic i Tecnològic va aplegar uns 200 estudiants, als quals s'hi va afegir el veïnat de la zona.
Al vespre, una concetració de protesta a la plaça del vi, davant de l'ajuntament, va reunir a uns 500 manifestants. Aquest acte fou convocat mentre al Pavelló de Fontajau tenia lloc el sopar d'empresaris amb el rei. La concentració a la plaça del vi estava encapçalada per dues pancartes contra els Borbons i durant l'acte es van cremar diverses fotografies de la Família Reial espanyola.

### L'Audiència Nacional imputa a Jaume Roura i Eric Stern
L'endemà al matí de la crema de fotos del rei a la plaça del vi de Girona, la fiscalia de l'Audiència Nacional espanyola va obrir una investigació dels fets. El fiscal, basant-se en penes de l'article 490.3 del codi penal, era partidari que la crema podia ser constitutiva d'un delicte d'injúries greus a la corona, sancionat amb penes de 6 mesos a 2 anys de presó.
Jaume Roura, primer imputat
A les següents hores els mossos d'esquadra van identificar a Jaume Roura, un jove de 30 anys veí de Banyoles, com un dels autors de la crema. La fiscalia de l'Audiència Nacional, malgrat mantenir les acusacions d'injúries greus a la corona, va descartar sol·licitar la detenció del jove abans del judici per no donar envergadura a l'assumpte.
Coneguda la reacció de l'Audiència Nacional, Alerta Solidària i diverses organitzacions de l'esquerra independentista van emetre un comunicat en el qual emplaçaven a la ciutadania a penjar pancartes solidàries als balcons. A més, convocaven a una nova concentració a la plaça del vi pel dissabte 15 de setembre.
Una setmana més tard, el divendres 21 de setembre, Roura fou citat a declarar a Madrid. Hi va anar acompanyat d'un autobús amb una trentena d'independentistes i del seu advocat Benet Salellas. Roura es va defensar de les acusacions, al·legant que la crema de fotos del rei fou «un acte de desobediència civil legítim, emparat pel dret a la llibertat d'expressió i la llibertat política». El fiscal va sol·licitar una fiança de 10.000 euros i altres mesures cautelars contra Roure. No obstant, el jutge de l'Audiència Nacional, Santiago Pedraz, les va rebutjar per manca de risc de fuga i Roura va quedar en llibertat sense fiança després d'haver declarat.
Enric Stern, segon imputat
Uns dies després de la identificació de Jaume Roura, els mossos d'esquadra van identificar a Eric Stern com el segon autor de la crema de fotos del rei a Girona. El dijous 27 de setembre Stern fou citat a declarar a l'Audiència Nacional. Igual que Roura, el jutge Santiago Pedraz el deixà en llibertat amb càrrecs, a l'espera de la celebració del judici.

### La segona crema de fotos del rei
Girona
El dissabte 22 de setembre, un dia després del viatge de Jaume Roura a Madrid per declarar a l'Audiència Nacional, Alerta Solidària va convocar una nova concentració a la plaça del vi de Girona. L'acte tenia per objectiu donar la benvinguda a Roura al seu retorn de Madrid (aleshores Eric Stern, el segon imputat, encara no havia estat identificat). La concentració va congregar a unes 300 persones en la qual es van sentir consignes com "els catalans no tenim rei" o "jo també cremo la corona". A més, es tornà a portar a terme una nova crema d'imatges del rei. En aquesta ocasió una cinquantena de fotos foren cremades.
Molins de rei
El mateix dia que a Girona es cremaven fotos, també a Molins de Rei tenia lloc una concentració a la plaça de l'ajuntament per reclamar la llibertat d'expressió i en solidaritat amb Jaume Roura. L'acte va aplegar a un centenar de persones i, igual que a Girona, també es van cremar fotos del rei.

### L'Audiència Nacional imputa a nou joves
La fiscalia de l'Audiència Nacional va anunciar que també perseguiria la segona crema de fotos del rei portades a terme a Girona i a Molins de Rei, i va demanar al mossos d'esquadra la identificació dels autors de la segona crema. Van tenir lloc també les primeres crítiques i protestes contra el conseller d'interior Joan Saura, per la seva col·laboració amb l'Audiència Nacional de Madrid.
El jutge Fernando Grande-Marlaska fou l'encarregat d'investigar la nova crema. De fet, ho va fer sense esperar instruccions del fiscal de l'Audiència Nacional sinó que va prendre la iniciativa pròpia per a iniciar les indagacions preliminars dels fets ocorreguts a Girona i Molins de Rei.
En total, 9 persones foren identificades pels mossos d'esquadra com a autors de la segona crema de fotos del rei i van haver d'anar a declarar a l'Audiència Nacional. Els imputats foren acompanyats per uns 50 independentistes que van organitzar una concentració de solidaritat a la Plaza de Colón.
Després de ser interrogats per Grande-Marlaska, els encausats foren deixats en llibertat i sense mesures cautelars. Seguidament, Grande-Marlaska va deixar deu dies perquè la fiscalia obrís causa contra els encausats. En aquesta ocasió, la fiscalia no va sol·licitar mesures tan severes com a la primera cremada portada a terme per Roura i Stern, en considerar que es tractava d'un acte de solidaritat i autoinculpació, sense la presència dels monarques.

### Més rèpliques de cremes
El dissabte 28 de setembre, en una concentració a la facultat de física de la Universitat de Barcelona convocada pel Sindicat d'Estudiants dels Països Catalans i que va congregar a 200 manifestants, quatre encaputxats van cremar una pancarta de més de tres metres d'altura amb un retrat del rei. En una pancarta es podia llegir el lema "cremem la corona espanyola".
El mateix dia, també a Manresa es convocà una protesta en la qual unes 60 persones van cremar fotos del rei. I també a Lleida i a Barcelona tenien actes de crema de fotos del rei.